# Levon Helm

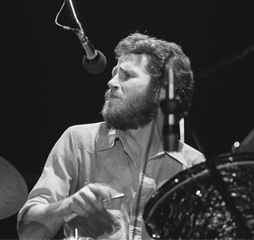
Levon Helm 1976 mit The Band

Mark Lavon „Levon“ Helm (* 26. Mai 1940 in Elaine, Arkansas; † 19. April 2012 in New York) war ein US-amerikanischer Musiker. Er spielte ab 1958 bei dem Rockabilly-Sänger Ronnie Hawkins, später war er Gründungsmitglied von The Band. Levon Helms Hauptinstrument war das Schlagzeug, er spielte aber auch Gitarre und Mandoline. Sein Gesang verlieh vielen Klassikern von The Band eine unverwechselbare Stimme.

## Werdegang

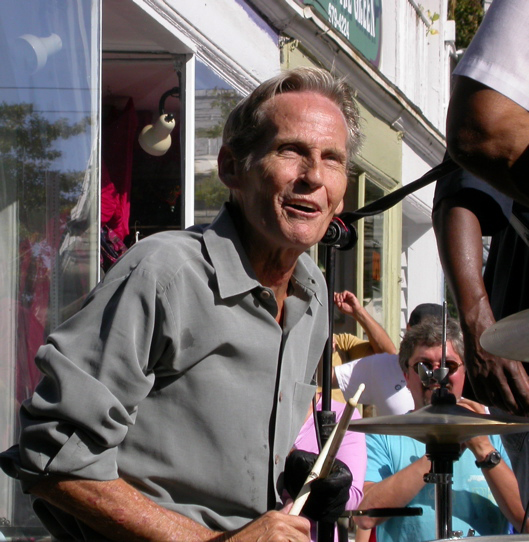
Levon Helm (2004)

Levon Helm war ein Sohn des amerikanischen Südens; er wuchs auf einer Farm im Mississippi Delta auf und wurde ab seiner Kindheit mit der reichen Musiktradition dieser Region enkulturiert. Im Gegensatz zu vielen Rockmusikern seiner Zeit waren die Stilrichtungen Country, Blues, Gospel und Folk für ihn keine Sehnsuchtsmotive, sondern ein Teil seiner frühen Sozialisation. Nachdem er Elvis Presley gesehen hatte, wollte Levon Helm selbst Rock ’n’ Roll spielen. Zu seinen Vorbildern gehörten auch Bo Diddley und Peck Curtis, Schlagzeuger bei Sonny Boy Williamson II. and The King Biscuit Boys. Nach seinem Umzug nach Memphis wurde der 17-jährige Levon Helm im Jahre 1957 von Ronnie Hawkins entdeckt und unter seine Fittiche genommen. Helm spielte bei den Aufnahmen der Hawkins-Hits Mary Lou und Forty Days Schlagzeug. Obwohl er die Schule noch nicht abgeschlossen hatte, folgte er Hawkins 1958 nach Toronto. 1963 verließ er gemeinsam mit seinen kanadischen Mitmusikern Rick Danko, Garth Hudson, Richard Manuel und Robbie Robertson Ronnie Hawkins, um zuerst als Levon and the Hawks und später als The Band in die Geschichte der Rockmusik einzugehen.
Bob Dylan heuerte Mitte des Jahres 1965 "The Hawks" als Begleitband an, nachdem er kurz zuvor den Gitarristen Robbie Robertson und Levon Helm kennengelernt hatte. Zermürbt von den Anfeindungen vieler Dylan-Fans – die dessen neue, elektrisch verstärkte Musik als Verrat an den Folkidealen betrachteten – verließ Levon Helm jedoch kurz darauf Bob Dylan. Er kehrte nach Arkansas zurück und wollte das Musikbusiness endgültig hinter sich lassen. Mitte 1967 holten ihn jedoch Dylan und seine Band, die sich nun "The Band" nannte, wegen der Aufnahmen für die Basement Tapes zurück. Sie benötigten Helms Stimme und seine Perkussion. Nach den Basement Tapes trennte sich The Band von Dylan und nahm ihr erstes Studioalbum Music from Big Pink auf. Stücke wie The Weight und The Night They Drove Old Dixie Down, bei denen Helm die Lead-Stimme sang, wurden zu den bekanntesten Titeln von The Band. Nach ihrem letzten Studioalbum Islands und ihrem Abschiedskonzert The Last Waltz im Jahre 1976 löste sich die Gruppe auf. Um Levon Helm blieb es nicht lange ruhig. Bereits 1977 nahm er sein erstes Solo-Album, Levon Helm and the RCO All Stars, auf, gefolgt von Levon Helm 1978. 1980 und 1982 folgten zwei weitere Solo-Alben und eine Reunion von The Band mit Jim Weider, der Robbie Robertson ersetzte. 1993 gründete er sein eigenes Plattenstudio in Woodstock und es erschien seine Autobiografie This Wheel’s on Fire.

## Spätwerk
Ende der 1990er Jahre wurde bei Levon Helm Kehlkopfkrebs diagnostiziert. Er unterzog sich einer langwierigen Radiotherapie. Wie durch ein Wunder kehrte seine verloren geglaubte Gesundheit und seine Tenor-Stimme so weit zurück, dass er mit der gesanglichen Unterstützung seiner Tochter Amy, des Multiinstrumentalisten und Produzenten Larry Campbell und dessen Frau Teresa Williams 2002 eine Konzertreihe starten konnte. Diese Konzerte fanden zunächst unter dem Namen „Midnight Ramble“ mit einer Reihe von illustren Gästen (u. a. Elvis Costello, Donald Fagen, Emmylou Harris, Dr. John, Kris Kristofferson) regelmäßig in seiner Scheune bei Woodstock (New York) statt. Mit den Einnahmen konnte Levon Helm seine hohen Behandlungskosten begleichen. Mit der Kernbesetzung der wöchentlichen "Midnight Rambles" veröffentlichte Levon Helm drei Alben: Dirt Farmer (2007), Electric Dirt (2009) und das Livealbum Ramble at the Ryman (2011). Alle drei Alben gewannen einen Grammy.
Helm hatte 2005 in dem Film Three Burials – Die drei Begräbnisse des Melquiades Estrada eine Rolle als alter blinder Mann, der nur mexikanisches Radio hört. Später folgten weitere Rollen in größeren Hollywoodproduktionen wie Shooter und In the Electric Mist.
Bei den Grammy Awards 2008 erhielt Helm die Auszeichnung in der Kategorie „Bestes traditionelles Folkalbum“ für Dirt Farmer. Im Februar 2009 wurde Levon Helm auf Platz 91 der 100 größten Sänger aller Zeiten des Rolling Stone gewählt, My-Morning-Jacket-Sänger Jim James schrieb in seiner Würdigung über Helm: „Nachdem Papa Garth Hudson ja nicht wirklich sang, empfand ich immer Levon als die gesangliche Vaterfigur in The Band. Er wirkt stark und selbstbewusst, eben wie ein Vater, der einen nach Hause ruft oder auch mal ausschimpft. … Levons Stimme, die ist wie ein robustes altes Bauernhaus.“ Dasselbe Magazin listete Helm 2016 auf Platz 22 der 100 größten Schlagzeuger aller Zeiten. Der Song Levon auf dem Album Madman Across the Water (1971) von Elton John ist nach Levon Helm benannt.
Am 19. April 2012 starb Levon Helm im Alter von 71 Jahren infolge seiner Krebserkrankung.

## Ehrungen
2013 wurde ein Abschnitt der New York State Route 375 nahe der Ortschaft Woodstock nach Levon Helm benannt. Das Straßenstück heißt heute Levon Helm Memorial Boulevard.

## Diskografie
- Levon Helm & the RCO All Stars (1977)
- Levon Helm (1978)
- American Son
- Levon Helm (1982)
- Souvenir (mit The Crowmatix)
- The Ties That Bind, 1975–1996
- Dirt Farmer (2007)
- Electric Dirt (2009)
- Ramble at the Ryman (2011)

Siehe auch die Alben von The Band.

## Filmografie
- 1980: Nashville Lady (Coal Miner’s Daughter)
- 1982: Seven Brides for Seven Brothers (TV-Serie, eine Folge)
- 1983: Der Stoff, aus dem die Helden sind (The Right Stuff)
- 1984: Dollmaker – Ein Traum wird wahr (The Dollmaker) (TV)
- 1984: New York – Tanger (Best Revenge)
- 1985: Bedrohliches Geflüster (Smooth Talk)
- 1987: Mit Volldampf nach Chicago (End of the Line)
- 1987: Es gibt immer einen Weg (Man Outside)
- 1989: Boys (Staying Together)
- 1990: Der Nachtfalke (Midnight Caller) (TV-Serie, eine Folge)
- 1996: Minnesota (Feeling Minnesota)
- 1997: Fire Down Below
- 1998: The Adventures of Sebastian Cole
- 2005: Three Burials – Die drei Begräbnisse des Melquiades Estrada (The Three Burials of Melquiades Estrada)
- 2007: Shooter
- 2009: Mord in Louisiana (In the Electric Mist)

## Auszeichnungen
- 1989: Aufnahme in die Canadian Music Hall of Fame der CARAS mit The Band[9]
- 1994: Aufnahme in die Rock and Roll Hall of Fame mit The Band[10]
- 1998: Aufnahme in die Arkansas Entertainers Hall of Fame[11]
- 2007: Grammy für das Album Dirt Farmer, Best Traditional Folk Album 2007
- 2008: Auszeichnung mit dem Lifetime Achievement Award der NARAS mit The Band[12]
- 2009: Grammy für das Album Electric Dirt, Best Americana Album 2009
- 2011: Grammy für das Livealbum Ramble at the Ryman, Best Americana Album 2011